# Urbota brott
Urbota, även urbotabrott (urbota brott) eller urbotamål (urbota mål), historiskt även nidingsverk (se niding), var i äldre svensk lag ett brott som inte kunde sonas med böter, utan ledde till fredlöshet eller dödsstraff. Till urbota brott hörde vissa former av mord och dråp – i kyrkan, på egen hustru, på barn, på sovande, eller på en man som uträttade sina naturbehov. Begreppet uppdelades sedermera i urbotamål, edsöresbrott och högmålsbrott.

## Etymologi
Urbota är belagt i Västgötalagen från 1200-talet som fornsvenska: urbota. Det är en sammansättning av ur som ett äldre privativt prefix (betecknande frånvaron av en viss egenskap eller kvalitet) och bot i betydelsen ”i handling varigenom någon anses bli fri från skuld”. Ett urbota brott betyder alltså att brottet är så illa att botmöjlighet inte är tillgängligt, det vill säga ett brott som inte kan sonas med böter.

## Urbota i Västgötalagen
I västgötalagen (1200-tal) ska tydligen följande stå:
Dräper man man i kyrka, det är nidingsverk, urbotamål. Dräper man å ting, det är nidingsverk. Bryter man fred och gjord förlikning, hämnas man tjuv, hämnas man straff, ådömt å tinget, med sår eller med dråp eller med brand, det är nidingsverk; han har förverkat land och lösöre.
Hugger man båda händerna av man, dräper man sovande man, det är nidingsverk. Härjar någon sitt eget land, han har förverkat jord och landsvistelse och lösöre. Binder man man i skog vid träd, det är nidingsverk. Skjuter man in genom taköppning och dräper man, dräper i badet eller badstugan, dräper, då han gör sin tarv, stinger ut båda ögonen på man, skär tungan ur huvudet på man, hugger båda fötterna av man, dräper man en kvinna, det är allt nidingsverk. Hon äger alltid frid till möte och mässa, hur stor än striden må vara mellan män.
Dräper man husbonde sin, det är nidingsverk. Dräper man man i ölbänk med kniv, då han delar kniv och köttstycke med honom, det är nidingsverk.

Hugger man ned mans boskap och gör sig med avseende på den till gorvarg, det är nidingsverk. Löper man på härskepp och gör sig till sjörövare, står man på en annans hals och huvud och plundrar honom, det är nidingsverk.
Även vikingatåg sågs som urbota brott. Ernst Klein (1887–1937) skriver i Bilder ur Sveriges historia (1931):
Till och med vanlig vikingabragd blev redan i den äldre Västgötalagen förklarad för nidingsverk och »urbota brott», det vill säga ett sådant, som ej kunde sonas med böter. Ty det heter där, att den är niding som »löper på härskepp, gör sig till viking, står på framstam och plundrar en annan».